# Relações entre Austrália e Brasil
As relações entre Austrália e Brasil são relações exteriores entre a Austrália e o Brasil. O Brasil tem uma embaixada em Canberra e um consulado geral em Sydney. A Austrália tem uma embaixada em Brasília e consulados em São Paulo e Rio de Janeiro. Brasil e Austrália são os maiores países do Hemisfério Sul.

## História
Austrália abriu sua primeira missão diplomática em Rio de Janeiro em 1945. Brasil abriu o seu primeiro em Canberra no ano seguinte.
Em agosto de 2008, o ministro de Relações Exteriores do Brasil, Celso Amorim, visitou a Austrália e se reuniu com o primeiro-ministro Kevin Rudd. Os dois países anunciaram que vão negociar ações conjuntas nas áreas de comércio; investimentos; agricultura; mineração; energia; ciência e tecnologia; educação; esporte e cultura. Há também possibilidades de cooperação entre a agência de pesquisa agrícola do Brasil Embrapa e CSIRO (Organização de Pesquisa da Comunidade Científica e Industrial), bem como entre o CNPq (Conselho Nacional de Desenvolvimento Científico e Tecnológico) e Australian Research Council.

## Comércio

Valor anual das exportações australianas para o Brasil (em milhões de dólares australianos, A $) desde 1988.

Valor anual das exportações brasileiras para a Austrália (em milhões de dólares australianos, A $) desde 1988.

O comércio é considerável entre as duas nações. O comércio bilateral de mercadorias entre a Austrália e o Brasil foi um 1,98 bilhões dólares em 2007-08. A exportação de 938 milhões de dólares americanos para o Brasil e importações de A $ 1.040 milhões do Brasil Comércio de mercadorias composta. As principais exportações para o Brasil incluem carvão, minérios de níquel e medicamentos, [carece de fontes?], bem como os veículos, o motor Holden Commodore foi vendido por General Motors do Brasil como o Chevrolet Omega desde 1999. As principais importações do Brasil incluiu aeronaves, ração animal, papel e celulose de resíduos, sucos de frutas e ferro-gusa.

### A cooperação internacional

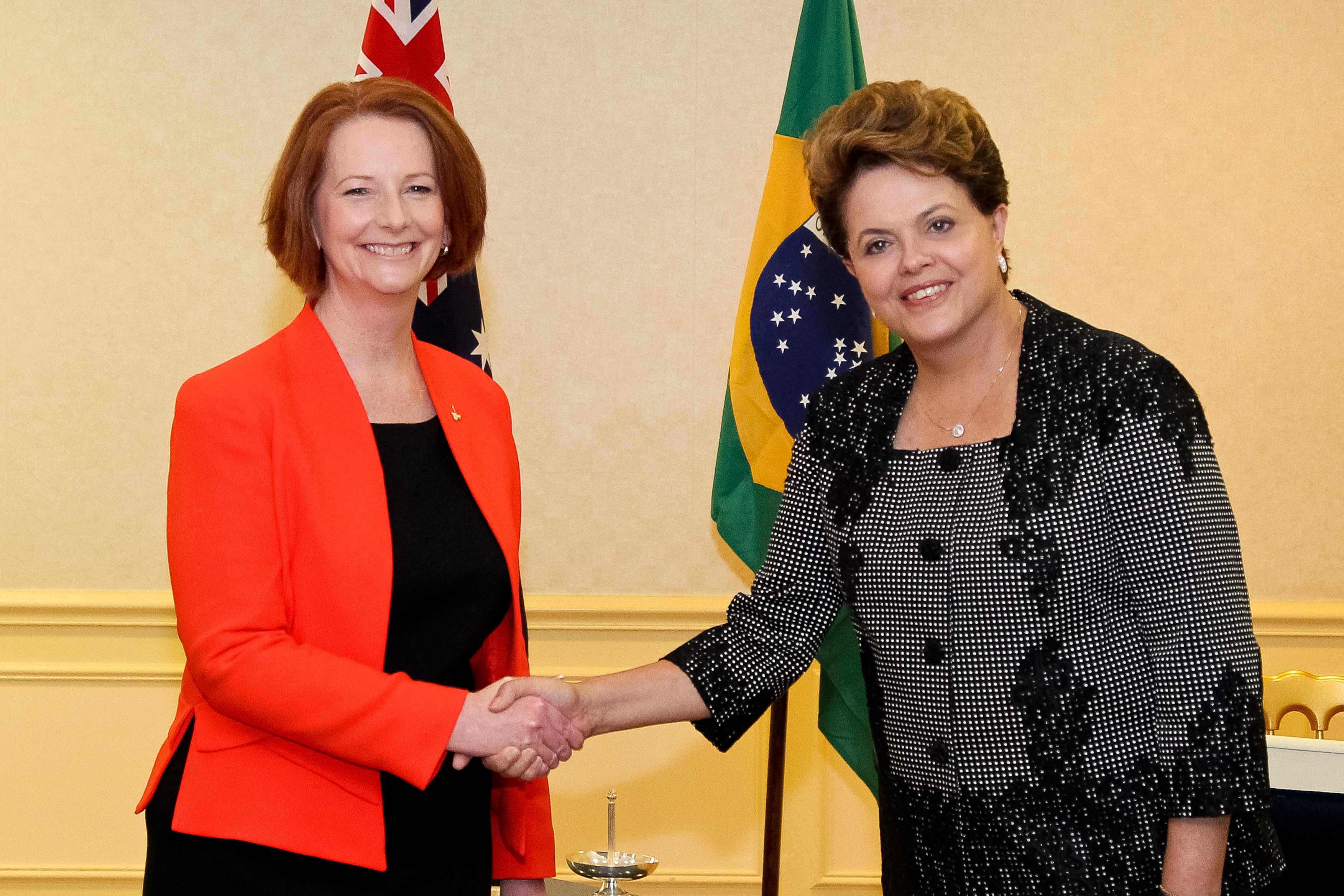
Primeira-Ministra Julia Gillard da Austrália com a ex-presidente
Dilma Rousseff do Brasil em novembro de 2011.

Os dois países são os principais membros do Grupo de Cairns e é nesse bloco que negociações sobre a agricultura em um cenário mundial são feitas, como com a União Europeia, a Organização Mundial do Comércio (OMC) e os Estados Unidos da América.
A partir de 2002, Brasil e Austrália, juntamente com Tailândia e Fiji queixou-se à Organização Mundial do Comércio e defendeu que a União Europeia quebrou regras agrícolas da OMC por exceder os limites dos subsídios à exportação previstas no âmbito do Acordo do corpo de comércio de 1994, relativo a Agricultura. A decisão vai beneficiar os produtores de açúcar nos países afetados.
Brasil e Austrália estão entre as sete principais nações envolvidas nas negociações da OMC últimos conhecidos como o Rodada de Desenvolvimento de Doha.

## Turismo
O Brasil foi o destino sul-americano mais popular para viajantes australianos, com mais de 60.000 pessoas a voar entre os dois países em 2007. Como resultado, em 2008, o governo australiano concordou em novos acordos de aviação que significava que as companhias aéreas do Brasil e da Austrália terão seus direitos duplicados 14 vôos semanais de passageiros e sete serviços de frete para. O ministro dos Transportes Anthony Albanese disse: "A remoção da maioria das restrições sobre as rotas aéreas entre Austrália e Brasil, com o tempo, proporcionar mais opções para os viajantes ... e permitir que nossas companhias aéreas para aproveitar o rápido crescimento das economias da América do Sul.". 